# Parastasia moultoni
Parastasia moultoni är en skalbaggsart som beskrevs av Ohaus 1911. Parastasia moultoni ingår i släktet Parastasia och familjen Rutelidae. Inga underarter finns listade i Catalogue of Life.